# Hendrum
La ville de Hendrum est située dans le comté de Norman, dans l’État du Minnesota, aux États-Unis. Sa population s’élevait à 307 habitants lors du recensement de 2010, estimée à 298 habitants en 2016.

## Histoire
Hendrum a été établie en 1881.

## Source
- (en) Cet article est partiellement ou en totalité issu de l’article de Wikipédia en anglais intitulé « Hendrum, Minnesota » (voir la liste des auteurs).

1. ↑  Warren Upham, Minnesota Geographic Names: Their Origin and Historic Significance, Minnesota Historical Society, 1920 (lire en ligne), p. 382